# Nikki Cross
Nicola Glencross (* 21. April 1989 in Glasgow, Schottland, Vereinigtes Königreich) ist eine schottische Wrestlerin, die zuvor unter dem Ringnamen Nikki A.S.H. und aktuell als Nikki Cross bei World Wrestling Entertainment (WWE) unter Vertrag steht und in deren wöchentlicher Show Raw auf. Ihre bisher größten Erfolge sind der Erhalt der WWE Women’s Championship und der elffache Erhalt der WWE 24/7 Championship.

## Privatleben
Nicola Glencross studierte Geschichte an der Universität in Glasgow, die zu den weltweit 100 internationalen Spitzenuniversitäten gehört, und machte dort sowohl ihren Bachelor als auch ihren Masterabschluss. Darüber hinaus ist sie ausgebildete Fitnesstrainerin, Ernährungsberaterin und Personal Trainerin.
Bevor sich Glencross ausschließlich auf den Wrestling Sport konzentrierte, spielte sie Basketball, Feldhockey und Netball und war außerdem Cheerleaderin und Tänzerin.
Am 17. Januar 2019 heiratete sie ihren langjährigen Lebensgefährten Damian Mackle, der bei der WWE unter dem Ringnamen Killian Dain auftritt und bei WWE NXT mit ihr zusammen Teil der Gruppierung SAnitY war.

## Wrestling-Karriere

### Beginn und erste Erfolge
Ihr Interesse für den Wrestling Sport entwickelte sich durch die WWE Show Fully Loaded im Juli 2000, die sie zusammen mit ihrer Schwester im Fernsehen angesehen hat. Im Alter von 18 Jahren, hat sich Glencross an der schottischen Source Wrestling School angemeldet und wurde dort u. a. von ihrem jetzigen Ehemann trainiert, der die Schule zu dieser Zeit geleitet hat.
Ihr Debüt in der SWA (Scottish Wrestling Alliance) bestritt Glencross am 20. September 2008 unter dem Ringnamen Nikki Storm in einem gemischten Tag Team Match, das sie an der Seite ihres Partners Majik gegen Ricky Knight und Sweet Saraya (den Eltern der ehemaligen WWE Wrestlerin Paige) verlor. Danach kämpfte Glencross bei verschiedenen britischen Events und Ligen, bevor sie schließlich am 26. März 2010 den vakanten SSW (Scottisch School of Wrestling) Diamonds Titel gegen Jen Blake gewinnen konnte, ihren ersten Titel überhaupt. Diesen Titel konnte sie über 100 Tage verteidigen, bis sie ihn am 10. Juli 2010 an Falcon verlor.
Den zweiten Titel ihrer Karriere konnte Glencross am 10. November 2012 bei Pro-Wrestling: EVE gewinnen, allerdings verlor sie diesen noch am selben Abend wieder.
Ihre längste Titelregentschaft konnte Glencross am 29. Oktober 2010 starten, indem sie bei der W3L (World Wide Wrestling League) den vakanten W3L Women´s Titel gegen Miss Viper gewann und ihn erst am nach 751 Tagen am 18. November 2012 an Carmel abgeben musste.
Nach ihrem zweiten Titelgewinn am 2. Februar 2013 bei Pro-Wrestling: EVE stellte Glencross den bis heute ungebrochenen Rekord von 665 Tagen als Champion auf. Am 28. Februar konnte sie den Titel ein drittes Mal gewinnen.
Bevor Glencross zur WWE wechselte, war sie in vielen verschiedenen unabhängigen Wrestling-Ligen weltweit aktiv, u. a. in Großbritannien, Japan und Nordamerika. Außerdem nahm Glencross im Oktober 2014 an der Realityshow TNA British Boot Camp 2 teil, einer britischen Fernsehsendung die jungen Wrestlern aus Großbritannien die Möglichkeit gibt, einen Vertrag bei der Amerikanischen Wrestling Vereinigung TNA (Total Nonstop Wrestling) zu gewinnen. Sie erreichte zwar das Finale, konnte sich aber abschließend nicht gegen ihre Konkurrenz durchsetzen.

### WWE

#### NXT (2016–2019)
Im April 2016 wurde bekannt gegeben, dass Glencross einen Entwicklungsvertrag bei WWE NXT unterschrieben hat und somit ab sofort mit neun weiteren Neulingen im WWE Performance Center ausgebildet wird.
Ihrem ersten Auftritt bei NXT hatte Glencross am 22. April 2016, als sie an der Seite von Mandy Rose ihr Match gegen Liv Morgan und Aliyah verlor. Danach trat Glencross, mittlerweile unter dem Ringnamen Nikki Glencross, in mehreren NXT Matches an, bis sie am 12. Oktober 2016 im Rahmen des Dusty Rhodes Tag Team Classic Turniers, zusammen mit Alexander Wolfe, Eric Young und Sawyer Fulton als Gruppierung SAnitY auftrat. Wolfe und Fulton nahmen an diesem Turnier teil, während Glencross und Young maskiert am Ring blieben, und besiegten in der ersten Runde das Team von Bobby Roode und Tye Dillinger. Nach dem Match attackierten Young und Glencross zusammen mit den anderen Gruppenmitgliedern den geschlagenen Dillinger und demaskierten sich.

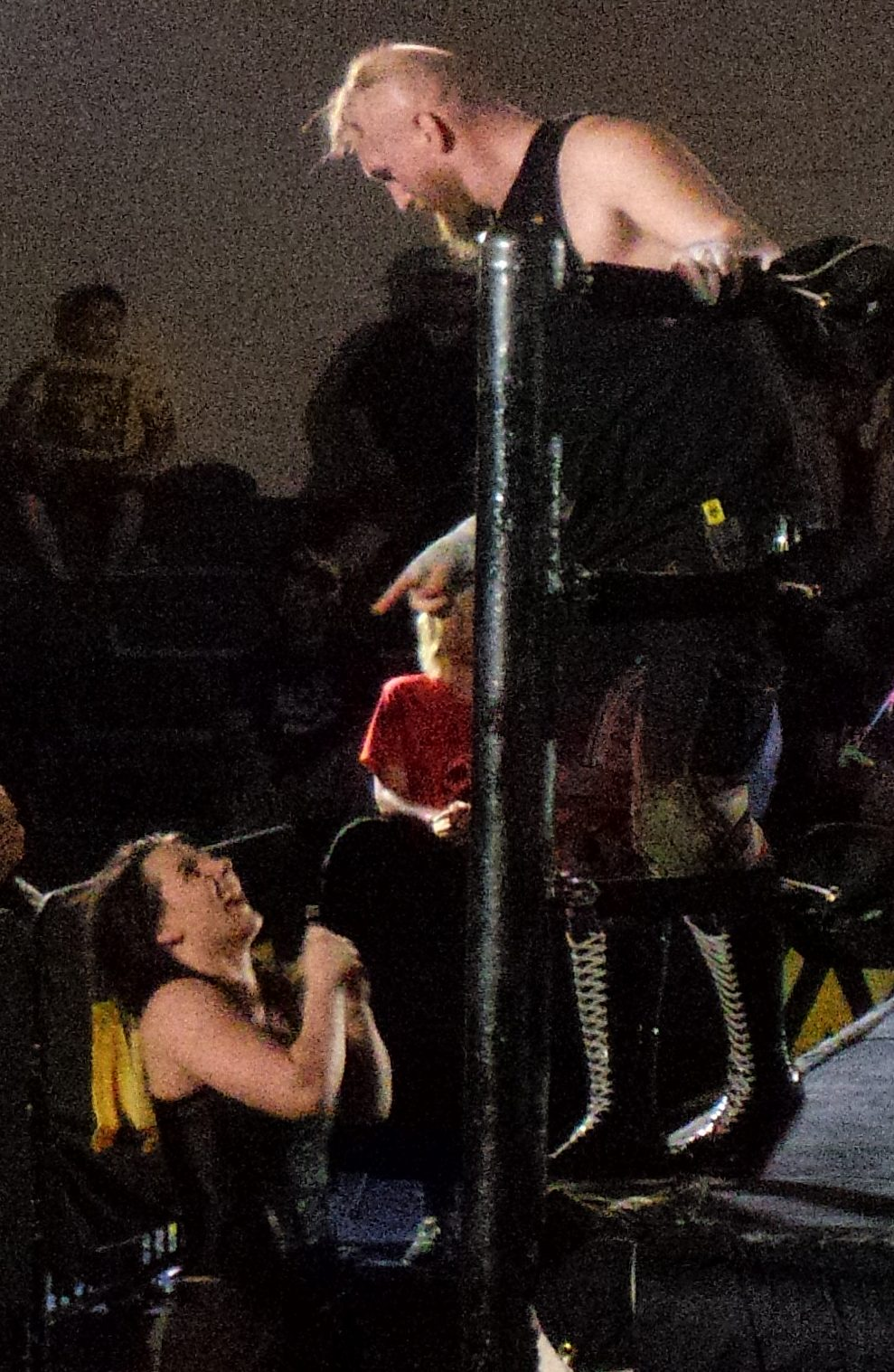
Cross mit Alexander Wolfe während einem NXT Live Event in 2017

Im Laufe der Zeit, war Glencross, jetzt unter ihrem Ringnamen Nikki Cross, sowohl als Teil von SAnitY als auch als Einzelkämpferin bei NXT im Einsatz und bekam mehrere Chancen auf den NXT Women´s Champion Titel, die sie allerdings nicht nutzen konnte.
Bei der Großveranstaltung WWE NXT Takeover Brooklyn III am 19. August 2017 griff Glencross bei einem Titelmatch zwischen SAnitY und den Authors of Pain (Akam und Rezar) mehrfach ein und hatte dadurch erheblichen Anteil an dem späteren Titelgewinn.
Nachdem die anderen Gruppenmitglieder von SAnitY im Rahmen des Superstar Shake-Up 2018 zu SmackDown Live gedriftet wurden, blieb Clencross als Einzelkämpferin bei NXT zurück. Sie fehdete u. a. gegen Shayna Baszler und Bianca Belair und war Teil einer Storyline, in der es darum ging, einen unbekannten Angreifer gegen Aleister Black zu identifizieren. Glencross war zum Zeitpunkt des Angriffs auf dem Dach des Gebäudes und konnte den Vorgang dadurch mitverfolgen. In den folgenden Wochen wurde sie mehrmals von Black nach dem Verantwortlichen befragt, aber Glencross verweigerte die Aussage, bis sie ihn schließlich doch verrät und Johnny Gargano als Angreifer identifiziert wurde. Da Glencross als Mitwisserin Gargano verraten hat, musste sie, als Racheakt, bei NXT War Games gegen Candice LaRea (im realen Leben die Ehefrau von Gargano) antreten.
Ihr letztes Match bei NXT bestritt Glencross am 9. Januar 2019 und verlor es gegen Bianca Belair.

#### Main Roster (seit 2018)
Ihr Debüt im Hauptkader feierte Glencross bei der Smackdown Episode am 6. November 2018, als sie überraschend eine offene Herausforderung der amtierenden WWE Smackdown Women´s Titelträgerin Becky Lynch annahm.
Zwar verlor sie dieses Match, aber in der RAW Ausgabe vom 18. Dezember 2018 wurde bekannt gegeben, dass in den kommenden Wochen die Superstars Lars Sullivan, das Tag-Team Heavy Machinery, Lacey Evans, EC3 und auch Glencross fest in den Main Roster von RAW und Smackdown integriert werden sollen.
Zu Beginn wurde Glencross sowohl bei Smackdown als auch bei RAW eingesetzt, sodass sie am 14. Januar das erste Mal in einem RAW Match zu sehen war. Sie gewann dieses an der Seite von Bayley und Natalya gegen die Riot Squad (Ruby Riott, Liv Morgan und Sarah Logan).
Ihren ersten großen Auftritt feierte Glencross beim Royal Rumble am 27. Januar 2019, als sie als ‚# 8 in das 30 Frauen Royal Rumble Match eintrat und neun Minuten durchhielt, bevor sie durch die IIconics (Peyton Royce und Billie Kay) über das oberste Ringseil geworfen wurde.
Zusammen mit Alicia Fox versuchten sie sich als Tag Team für das Elimination Chamber Match um den neuen Women´s Tag Team Titel zu qualifizieren, verloren ihr Match jedoch gegen Bayley und Sasha Banks.
Bei Wrestlemania 35 trat sie in der zweiten Auflage der Women´s Battle Royal an, wo sie Maria Kanellis eliminieren konnte, aber kurz danach von Asuka aus dem Ring befördert wurde.

#### Allianz mit Alexa Bliss und Nikki A.S.H. (seit Mai 2019)
Durch den Superstar Shake-Up wurde Glencross ein fester Teil des RAW Kaders und ist seit dem, im Zuge einer Storyline, als ständige Begleiterin an der Seite von Alexa Bliss zu sehen. Im Mai 2019 nahm sie, weil Bliss verletzungsbedingt ausfiel, deren Platz beim Money-in-the-Bank Leitermach ein, musste sich aber der späteren Siegerin Bayley geschlagen geben. Nach diesem Match wurde sie zur „besten Freundin“ von Alexa Bliss und ist seit dem ihre Tag-Team Partnerin, Ringbegleitung und Co-Gastgeberin bei der Talkshow „A Moment of Bliss“.
Bei der RAW Ausgabe am 17. Juni, sicherten sich Glencross und Bliss eine Titelchance gegen die IIconics um die WWE Women´s Tag Team Champion Titel, konnten diese Chance aber nicht nutzen. Später ermöglichte Glencross Bliss im Verlauf einer Storyline Titelchancen für den Smackdown Women´s Titel bei den Großveranstaltungen Stomping Grounds und Extreme Rules (in einem 2–1 Handicap Match), nachdem sie dafür mehrfach die amtierende Titelträgerin Bayley besiegt hatte, (diese hatte sich häufig kritisch zu ihrem Verhältnis mit Alexa Bliss geäußert und Bliss Berechnung und Ausnutzung vorgeworfen) die jedoch beide Matches hinterher für sich entschied.
Am 5. August 2019 sicherte sie sich zusammen mit Alexa Bliss die WWE Women’s Tag Team Championship von The Ilconics Billie Kay und Peyton Royce. Dies war ein Fatal 4 Way Elimination Tag Team Match an dem auch Sonya Deville und Mandy Rose sowie The Kabuki Warriors Asuka und Kairi Sane beteiligt waren. Die Regentschaft hielt 62 Tage an und verlor den Titel schlussendlich am 6. Oktober 2019 an The Kabuki Warriors Asuka und Kairi Sane. Im Rahmen des WWE Drafts wechselte Cross am 15. Oktober 2019 von Raw zu SmackDown. Am 24. November 2019 bestritt sie bei WWE Survivor Series zusammen mit Carmella, Dana Brooke, Lacey Evans und Sasha Banks ein Traditional Survivor Series Elimination Match gegen Natalya, Asuka, Charlotte Flair, Kairi Sane, Sarah Logan, Rhea Ripley, Io Shirai, Bianca Belair, Toni Storm und Candice LeRae. Dieses Match verlor sie. Am 4. April 2020 gewann sie erneut zusammen mit Alexa Bliss die WWE Women's Tag Team Championship. Hierfür besiegten sie die The Kabuki Warriors Asuka und Kairi Sane. Diese Regentschaft hielt 62 Tage und verloren schlussendlich die Titel an Bayley und Sasha Banks.
Am 12. Oktober 2020 wechselte sie durch den Draft zu Raw. Am 21. Juni 2021 erhielt sie den Ringnamen Nikki A.S.H. (Almost a Superhero). Am 18. Juli 2021 gewann sie den Money in the Bank Contract. Hierfür besiegte sie Naomi, Alexa Bliss, Asuka, Zelina Vega, Liv Morgan, Natalya und Tamina. Am 19. Juli löste sie ihren Money in the Bank Contract ein und gewann somit den Raw Women’s Championship. Hierfür besiegte sie Charlotte Flair. Die Regentschaft hielt 33 Tage und verlor den Titel, schlussendlich am 21. August 2021 beim SummerSlam 2021 an Charlotte Flair. Am 20. September 2021 gewann sie zusammen mit Rhea Ripley die WWE Women's Tag Team Championship, hierfür besiegten sie Natalya und Tamina. Die Regentschaft hielt 63 Tage und verloren die Titel, schlussendlich am 22. November 2021 an Carmella und Zelina Vega. Am 2. Mai 2022 gewann sie die WWE 24/7 Championship, hierfür besiegte sie Dana Brooke. Den Titel verlor sie jedoch in der gleichen Nacht wieder zurück an sie. Am 20. Juni 2022 gewann sie bei den Aufzeichnungen von WWE Main Event erneut den Titel, jedoch verlor sie diesen wenige Sekunden später an Dana Brooke. Am 18. Juli 2022 gewann sie erneut den Titel, verlor diesen jedoch einige Sekunden später. Bei einem WWE Live Event, welches am 29. Oktober 2022 stattfand, erhielt sie ihren alten Ringnamen Nikki Cross zurück und gewann erneut die WWE 24/7 Championship, welche sie jedoch kurz darauf wieder verlor. Eine Woche später gewann sie den Titel erneut und warf ihn als Teil einer Storyline in eine Mülltonne, was die dauerhafte Einstellung des 24/7 Championship bedeutete.
Nach einer Entlassung im Herbst 2023, wird nun vermutet, dass sie – bis zu Unkenntlichkeit maskiert und geschminkt – ein Teil des Stables Wyatt Sicks ist. Diese neue Auflage der Wyatt Family tritt seit Mitte 2024 auf.

## Wrestling-Erfolge
- World Wrestling Entertainment
  - Raw Women’s Championship (1×)
  - WWE Women´s Tag Team Champion (2× mit Alexa Bliss, 1× mit Rhea Ripley)
  - WWE 24/7 Championship (11×)
  - WWE Money in the Bank (Women's 2021)

- EVE (Pro-Wrestling: EVE)
  - EVE Woman´s Championship (3×)

- W3L (World Wide Wrestling League)
  - W3L Woman´s Championship

- SSW (Scottisch School of Wrestling)
  - SSW Diamonds Championship

## Trivia
Bevor Glencross ihren Vertrag bei der WWE unterschrieb, war sie bereits im November 2014 sowohl bei der RAW als auch bei der Smackdown Liveshow in Liverpool als Teil der Rosebuds von Adam Rose zu sehen.